# Sphyraena idiastes
Sphyraena idiastes és un peix teleosti de la família dels esfirènids i de l'ordre dels perciformes.

## Morfologia
Pot arribar als 91 cm de llargària total.

## Distribució geogràfica
Es troba a les costes del sud-est del Pacífic (Perú i les Illes Galápagos).